# Bosquet d'Or
Bosquet d'Or es una localidad de Santa Lucía, que forma parte del distrito de Dennery.